# 時間序列
时间序列（英語：time series）是一组按照时间发生先后顺序进行排列的数据点序列，时间间隔为一恒定值（如分秒、秒、分钟、小时、日、週、月、季度、年、甚至更大的時間單位），作为离散时间进行数据分析和处理。

## 應用範例
时间序列广泛应用于数理统计、信号处理、模式识别、计量经济学、金融数学、金融工程学、天气预报、地震预测、脑电图、控制工程、航空学、通信工程以及绝大多数涉及到时间数据测量的应用科学与工程学。
时间序列数据如国内生产毛額（GDP）、消費者物價指數（CPI）、股價指數、利率、汇率等在總體经济学、国际经济学、金融学、金融数学、金融工程学、高频交易等学科中有广泛应用。

## 时间序列变量的特征
- 非平稳性（nonstationarity，也译作不平稳性，非稳定性）：即时间序列的變異數无法呈现出一个长期趋势并最终趋于一个常数或是一个线性函数
- 波动幅度随时间变化（Time－varying Volatility）：即一个时间序列变量的變異數随时间的变化而变化

这两个特征使得有效分析时间序列变量十分困难。
平稳型时间数列（Stationary Time Series）是指一个时间数列其统计特性将不随时间变化而改变。

### 计量经济学應用
从时空维度来看，计量经济学中应用的数据分为三类：
- 横截面数据（Cross-sectional Data）
- 时间序列数据（Time-series Data）
- 面板数据(Panel data)或纵向数据。

### 传统的计量经济学的假设
1. 假设时间序列变量是从某个随机过程中随机抽取并按时间排列而形成的，因而一定存在一个（狹義）稳定趋势（stationarity），即：平均值是固定的。
2. 假定时间序列变量的波动幅度不隨時間改變，即：變異數是固定的。但这明显不符合实际，人们早就发现股票收益的波动幅度是随时间而变化的，并非常数。

这兩個假设使得传统的计量经济学方法对实际生活中的时间序列变量无法有效分析。克莱夫·格兰杰和罗伯特·恩格尔的贡献解决了这个问题。

## 非平稳性的解决
克莱夫·格兰杰解决了这个问题。
虽然单独看不同的时间序列变量可能具有非平稳性，但按一定结构组合后的新的时间序列变量却可能是平稳的，即这个新的时间序列变量长期来看，会趋向于一个常数或是一个线性函数。
例如，时间序列变量{\displaystyle X(t)}非平稳，但其d阶差分却可能是平稳的；时间序列变量{\displaystyle X(t)}和{\displaystyle Y(t)}非平稳，但线性组合{\displaystyle X(t)-bY(t)}却可能是平稳的。
分析非平稳的时间序列变量，可从寻找结构关系入手（例如寻找上述常数b），把非平稳的时间序列平稳化。

### 共整合性
克莱夫·格兰杰在1981年一篇论文中引入了“共整合性”这个概念（英語：cointegration，也译作“协整”）。
如果兩個時間序列{\displaystyle X(t)}和{\displaystyle Y(t)}各自有整合階{\displaystyle I(x)}和{\displaystyle I(y)}，而將兩序列做某種線性組合後的序列{\displaystyle Z(t)}具有更低的“整合階”：{\displaystyle I(z)<I(x),I(z)<I(y)}，便稱這兩個時間序列具有“共整合性”。用上一節的例子說明，若常数{\displaystyle b}存在，那么原时间序列{\displaystyle X(t)}和{\displaystyle Y(t)}就具共整合性。
格兰杰和怀思（Weiss）合著的1983年的一篇论文中提出了“格兰杰表述定理”（英語：Granger representation theorem），证明了以一组特定的动态方程可以重新表述具有“共整合性”的时间序列变量（英語：cointegrated variables）之间的动态关系，而这组动态方程更具有经济学含义，从而使得时间序列分析更有效。

## 波动幅度问题的解决
罗伯特·恩格尔在1982年发表在《计量经济学》杂志（Econometrica）的一篇论文中提出了ARCH模型，解决了時間序列的變異數隨時間改變之问题，其中他研究的是英国通货膨胀率的波动性。

### ARCH模型
ARCH模型（英語：Autoregressive conditional heteroskedasticity model，自回歸條件異變異數模型）能准确地模拟时间序列变量的波动性的变化，它在金融工程学的实证研究中也应用广泛，使人们能更加准确地把握风险（波动性），尤其是应用在风险价值（Value at Risk）理论中，在华尔街是被广泛应用的工具。

## 时间序列分析方法的优点
- 既考虑了观测数据在时间序列上的依存性，又考虑了随机波动的干扰。

## 外部連結
- A Professional Environment for Time Series and Signal Analysis